# Rauf Mamedov

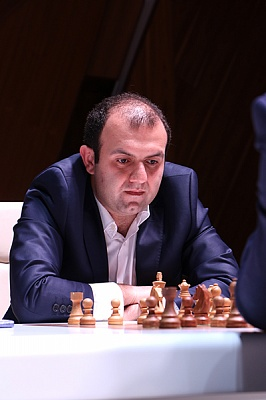
Mamedov op een toernooi in 2007

Rauf Mamedov (Azerbeidzjaans: Rauf Məmmədov) (Bakoe, 26 april 1988) is een Azerbeidzjaans schaakgrootmeester.

## Carrière
Mamedov begon met schaken toen hij zeven jaar oud was. Na zijn winst in 2004 van het internationale toernooi in Dubai werd hem de titel grootmeester toegekend.
Mamedov speelde in het winnende Azerbeidzjaanse team op het Europees schaakkampioenschap voor landenteams in Novi Sad in 2009. Dit deed hij samen met Shakhriyar Mamedyarov, Teimour Radjabov, Vugar Gashimov en Gadir Guseinov. Samen bereikten ze al de derde plaats in 2007.

## Belangrijke toernooioverwinningen
- Winnaar van Corsica Masters 2011, een blitztoernooi;
- In 2009 eindigde hij op een gedeelde eerste plaats met Kuzubov en Andreikin op een toernooi van categorie 16 in Lubbock, Texas;
- Hij won het Azerbeidzjaanse kampioenschap drie keer, in 2006, 2008 en 2015.